# 留置權
留置權（英語：lien）乃債權人占有他人之動產，而其債權之發生與該動產有牽連關係，於債權已屆清償期未受清償時，得留置該動產之權，用以償付一般在法律效力之下產生的債務或稅務。
留置權是擔保物權。此與債權上之保留權或留置權利（德語：Zurückbehaltungsrecht）不同，應予區別。德語：規定於德國民法273條，機能與留置權類似。
若債權人因侵權行為或其他不法之原因而占有動產者，不適用前項之規定。其占有之始明知或因重大過失而不知該動產非為債務人所有者，亦同（中華民國民法第928條）。

## 取得要件
1. 須占有第三人之動產。
2. 須債權已屆清償期。
3. 須債權之發生與該動產有牽連關係。
4. 須其動產非因侵權行為而占有。
5. 須其留置不違背公序良俗。
6. 須不牴觸債權人所承擔之義務或債務人於動產交付前或交付時所為之。

## 留置權之效力
1. 留置權人之權利：留置占有之動產、收取留置物所生之孳息、必要費用償還請求權。
2. 留置權人之義務：清償通知、拍賣。
3. 留置權之實行：保管留置物、返還留置物。

## 留置权实现条件
债务人不履行到期债务是留置权的成立条件，而并非留置权行使的条件。留置权发生后，债权人不能马上处分留置物。必须与债务人约定留置财产后的债务履行期（宽限期），没有约定或约定不明的，宽限期为两个月以上，宽限期届满后留置权人才可以行使留置权，但鲜活易腐等不易保管的财产除外。

## 留置权与抵押权和质权冲突
在同一动产上，无论留置权成立于抵押权或质权之前还是之后，留置权的效力都优先于抵押权或质权（包括抵押权中的超级优先权）。但留置权人与债务人恶意串通的情况除外。